# Тимошенко, Кирилл Владленович
Кирилл Владленович Тимошенко (укр. Кирило Владленович Тимошенко; род. 20 апреля 1989, Днепропетровск, Украинская ССР) — украинский государственный деятель. Заместитель руководителя Офиса Президента Украины (2019—2023). В Офисе президента отвечал за восстановление жилья и инфраструктурных объектов Украины. Координатор программы развития инфраструктуры «Большое строительство» (укр. «Велике будівництво»). Основатель агентства GOODMEDIA.

## Биография
Родился 20 апреля 1989 года в Днепропетровске.
Окончил Днепровский национальный университет имени Олеся Гончара, где получил диплом по специальности «Правоведение».
Трудовую деятельность начал в 2005 году, когда ему было 16 лет, начав работать в телекомпании «Приват ТВ Днепр» (9 канал), где был спортивным журналистом. Параллельно работал собкором программы «Гол!» на «Новом канале». В 2007 году «Новый канал» предложил Тимошенко работу в Киеве, и он переехал из Днепра в столицу. Работал на телеканале «Интер», в компании FILM.UA и на канале «Украина».
С 2011 года работал продюсером продакшн-студий «07 Продакшн» и ООО «Мамас фильм продакшн».
В 2014 году основал рекламную компанию GOODMEDIA, которая специализируется на PR-услугах и предвыборных кампаниях. Заказчиками компании Тимошенко становились различные украинские политики, в частности, GOODMEDIA работала с Петром Порошенко, Юрием Луценко, Владимиром Гройсманом, Министерством информационной политики. В 2014 году компания занималась производством фильма «Битва за Днепр».
Также Тимошенко спродюсировал социальные ролики для телевидения об украинской армии — «Аэропорт», «Ты рядом. Верим. Живём…». В 2015 году социальный ролик GOODMEDIA в поддержку семей погибших украинских воинов получил премию Omni Awards (США). Продюсером ролика был Кирилл Тимошенко. Впервые в истории существования премии её получил ролик, произведённый Украиной.

### Политическая деятельность
Во время досрочных парламентских выборов 2014 года компания Кирилла Тимошенко работала с кандидатами в нардепы: Борисом Филатовым, Виталием Куприем и Андреем Денисенко. Все трое позже стали членами партии «УКРОП». В 2015 году Тимошенко был медийщиком партии «УКРОП», от которой баллотировался в Киевский городской совет. На общественных началах был помощником народного депутата Украины VIII созыва Андрея Денисенко.
Во время президентской кампании 2019 года работал в штабе кандидата на пост Президента Украины Владимира Зеленского, отвечал за медиа и креатив избирательной кампании. Автор видеоролика Владимира Зеленского с вызовом Петра Порошенко на дебаты. Входил в оргкомитет инаугурации Зеленского.
21 мая 2019 года, после победы на выборах, Владимир Зеленский назначил Кирилла Тимошенко на должность заместителя главы Администрации Президента. Летом 2019 года АП была реорганизована в Офис Президента. Указом от 25 июня 2019 г. Кирилл Тимошенко назначен заместителем руководителя Офиса Президента Украины. В Офисе Президента сначала отвечал за вопросы информационной политики, а также курировал протокол Главы государства и сферу ИТ. С 2020 года Тимошенко отвечает в Офисе Президента за региональную политику.
В июне 2020 года стал координатором президентской программы «Большое строительство», которая предусматривает обновление дорог и социальной инфраструктуры по всей Украине. В марте 2021 года стал исполнительным секретарём президиума Конгресса местных и региональных властей, созданного при Президенте Украины, в Офисе президента отвечает за восстановление жилья и инфраструктурных объектов Украины.
23 января 2023 года Тимошенко был уволен президентом Украины Владимиром Зеленским с должности заместителя руководителя Офиса Президента.

### Признание
Кирилл Тимошенко занимает 5-е место в рейтинге 100 самых влиятельных украинцев по версии журнала «Фокус»:
С первых дней работы в Офисе президента Кириллу Тимошенко доверили медианаправление — налаживать сотрудничество со СМИ, выстраивать коммуникацию главы государства с обществом. С началом коронавирусного кризиса Тимошенко постепенно расширил круг своих обязанностей. К примеру, весной он отвечал за организацию поставок в страну медицинских грузов. Позже ему поручили ещё один масштабный проект — «Большое строительство». Данная инициатива нацелена на строительство дорог и значимых инфраструктурных объектов по всей стране. За время работы над проектом Тимошенко также занимался организацией поездок президента в регионы. Для него это оказалось хорошей возможностью проявить себя: удалось наладить контакты на местах, так что после увольнения из ОП Сергея Трофимова развитие региональной политики перешло в обязанности Тимошенко.
В 2021 году Кирилл Тимошенко вошёл в топ-100 влиятельных людей Украины по версии журнала «НВ».

## Семья
Мать - 
Отец — Тимошенко Владлен Васильевич. Директор ООО «Бизнес-центр Коминфо ЛТД». Депутат Днепропетровского областного совета от партии «Слуга народа», глава постоянной комиссии по вопросам деятельности коммунальных предприятий и предпринимательства.
Жена — Алёна Тимошенко, основательница и руководитель первой украинской киношколы Ukrainian Film School (созданной на базе FILM.UA Group). Сын — Семен.

### Декларация
- Е-декларация